# Patan
Patan (sanskrt: पाटन Pātan, nepalski: यल Yala) ili Lalitpur je pored Katmandua i Pokhara, jedan od najvećih gradova Nepala. To je nevjerojatan grad velikog povijesnog i kulturnog značaja. Nalazi se samo preko svete rijeke Bagmati, oko 14 km istočno od grada Katmandua. Središte je obrta i primijenjenih umjetnosti himalajske doline (Dolina Katmandu), a poznat je i po festivalima i svečanostima, lijepim umjetnostima, osobito proizvodnji metalnih i kamenih skulptura. 
Grad se prostire na 16 km² i podijeljen je na 22 općinska kraja.

## Povijest
Dolina Katmandu je politički i kulturno dominirala ovim dijelom Nepala, a njena mitološka i dokumentirana povijest su toliko povezani da ih je teško razdvojiti. Prema predaji grad Lalitpur ("gradski okrug", tj. "općina") osnovao je Maurijski vladar Ašoka (3. stoljeće pr. Kr.) izgradivši četiri stupe na četiri kuta grada, čime je on najstariji budistički grad na svijetu.
Od početka novog vijeka njime upravljaju Kirati vladari, nakon čega je uslijedila Kichchhavi dinastija, od 3. do 9. stoljeća. 
Patan je proširen u glavni grad do kraja 7. stoljeća, a grad Katmandu je osnovan kasnije. Nakon što je Patan bio glavnim gradom mnogih kraljeva, 1768. godine ga je Prithvi Narayan Shah pripojio Nepalu.
Grad se razvijao tijekom godina, što se vidi po porastu broja stanovnika posjednjih desetljeća:
| godina          | 1971.  | 1981.  | 1991.   | 2001.   |
| --------------- | ------ | ------ | ------- | ------- |
| broj stanovnika | 59.049 | 79.875 | 115.865 | 163.923 |

## Znamenitosti
Dolina Katmandu je zbog brojnih kulturno-povijesnih spomenika upisan na listu svjetske baštine UNESCO-a. Jedan od sedam ovih spomenika je Durbar trg ("dvorski trg") koji ima oblik spiralne školjke, jednog od simbola Bude. Trg je u današnji oblik doveo radža Siddhi Narasimha (v. 1620. – 1661.), dok je veliki bazen iskopan 1681. godine. Na trgu se pored Durbar palače, nalaze i:
- hram Hiranya Varna mahaa Vihar ("Hram tisuću Buda") iz 12. stoljeća,
- Šivin hram Kumbeshwara (1392.) s petokatnom pagodom,
- Krišnin hram Krishna Mandir iz 1630.
- Budistički samostan Hiranyavarma vihāra iz 12. st.,
- Indrin hram Machchendranâth (1404.).

- Trg Durbar u Patanu
- Narsinga hram
- Krišnin hram
- Veliko zvono u Patanu
- Skulpture bogova

## Vanjske poveznice
- www.kathmandu.gov.np Službena stranica grada
- pdf Pravakar Pradhan i Ranjith Perera (2005.): Urban Growth and Its Impact on the Livelihoods of Kathmandu Valley, Nepal, str. 14.